# Andy Parrino
Andrew B. »Andy« Parrino, ameriški bejzbolist, * 31. oktober 1985, Brockport, New York, ZDA.
Parrino je poklicni igralec položajev sredine notranjega polja in je trenutno član organizacije San Diego Padres v ligi MLB.

## Poklicna kariera
Parrino je bil s strani ekipe iz San Diega izbran v 26. krogu nabora lige MLB leta 2007. Svoj prvi nastop v ligi MLB je dočakal 26. avgusta 2011. Svoj prvi udarec v polje je dosegel 2 dni kasneje, odbil ga je od meta metalca ekipe Arizona Diamondbacks Iana Kennedyja.

## Igralski profil

### Splošno
Je desničar, odbija iz obeh strani in nosi številko 3.

### Način igre
Parrino se igri pridružuje pretežno kot igralec s klopi. Igra pretežno na položajih notranjega polja, še posebej kot igralec druge baze, vendar je sposoben tudi igre v zunanjem polju. Med obdobjem v nižjih podružnicah organizacije je igral predvsem kot bližnji zaustavljalec, v začetnem obdobju pa ga je ekipa iz San Diega pred ustalitvijo na drugi bazi uporabljala predvsem v zunanjem polju in kot odbijalca iz klopi.